# 拉德费尔德
拉德费尔德是奥地利蒂罗尔州库夫施泰因县的一个市镇。总面积14.32平方公里，总人口2292人，人口密度160.1人/平方公里（2012年）。